# Samsung TV Plus
Samsung TV Plus é um serviço de televisão via streaming gratuita suportada por anúncios (conhecida pela sigla em inglês FAST) da Samsung Electronics, lançado em 2015. A plataforma foi desenhada para ser um provedor de conteúdo em live streaming gratuito para usuários de dispositivos Samsung.
Até 2022, o serviço estava disponível em 24 países e pode ser utilizado em qualquer dispositivo Samsung, graças a integração ao sistema operacional Tizen. O serviço era um dos cinco mais utilizados nas Smart TVs da empresa em setembro de 2020.

## Canais
Alguns canais disponíveis na operação Brasileira do serviço são:
- Record News
- CNN Brasil
- TV Jovem Pan News
- DiaTV
- CazéTV

## Disponibilidade
Samsung TV Plus está pré-instalado em toda as TVs da Samsung desde 2016. Desde abril de 2021, o serviço também está disponível em dispositivos móveis da Samsung (através da Galaxy Store) e monitores Smart. Refrigeradores selecionados da Family Hub também se conectam ao Samsung TV Plus nos Estados Unidos e Coreia do Sul.
Em janeiro de 2023, a Samsung anunciou a disponibilidade do serviço em televisores de outras marcas, através de um aplicativo instalado, especificamente, em TVs da TCL.